# Real Madrid in het seizoen 2013/14
Dit artikel geeft een overzicht van Real Madrid in het seizoen 2013/14.

## Trainerswissel
In het seizoen 2012/13 greep trainer José Mourinho met Real Madrid naast de Champions League (halve finale), landstitel (vicekampioen) en Copa del Rey (verliezend finalist). Daarnaast waren er ook allerlei relletjes met ontevreden spelers. Mourinho leefde in onmin met sterspeler Cristiano Ronaldo en aanvoerders Iker Casillas en Sergio Ramos. Nog voor het seizoen was afgelopen, werd Mourinho gelinkt aan een terugkeer naar zijn ex-club Chelsea. Begin juni was de transfer van Mourinho officieel rond. Enkele weken later werd de Italiaan Carlo Ancelotti aangesteld als zijn opvolger. Oud-speler Zinédine Zidane, die in de jaren 90 met Ancelotti samenwerkte bij Juventus, werd benoemd tot assistent-coach.

## Spelerskern
| No.           | Naam               | Nationaliteit | Geboortedatum | Vorige club                 | opgeleid bij Real Madrid |
| ------------- | ------------------ | ------------- | ------------- | --------------------------- | ------------------------ |
| Keepers       |                    |               |               |                             |                          |
| 1             | Iker Casillas      | Spanje        | 20-05-1981    |                             | cantera Real Madrid      |
| 13            | Jesús Fernández    | Spanje        | 11-06-1988    | 2009-2010 Numancia          |                          |
| 25            | Diego López        | Spanje        | 03-11-1981    | 2012-2013 Sevilla FC        |                          |
| Verdedigers   |                    |               |               |                             |                          |
| 2             | Raphaël Varane     | Frankrijk     | 25-04-1993    | 2010-2011 RC Lens           |                          |
| 3             | Pepe               | Portugal      | 26-02-1983    | 2004-2007 FC Porto          |                          |
| 4             | Sergio Ramos       | Spanje        | 30-03-1986    | 2004-2005 Sevilla FC        |                          |
| 5             | Fábio Coentrão     | Portugal      | 11-03-1988    | 2009-2011 Benfica           |                          |
| 12            | Marcelo            | Brazilië      | 12-05-1988    | 2005-2006 Fluminense        |                          |
| 15            | Daniel Carvajal    | Spanje        | 11-01-1992    | 2012-2013 Bayer Leverkusen  | cantera Real Madrid      |
| 17            | Álvaro Arbeloa     | Spanje        | 17-01-1983    | 2007-2009 Liverpool FC      | cantera Real Madrid      |
| 18            | Nacho              | Spanje        | 18-01-1990    |                             | cantera Real Madrid      |
| 38            | Diego Llorente     | Spanje        | 16-08-1993    |                             | cantera Real Madrid      |
| Middenvelders |                    |               |               |                             |                          |
| 6             | Sami Khedira       | Duitsland     | 04-04-1987    | 2006-2010 VfB Stuttgart     |                          |
| 11            | Gareth Bale        | Wales         | 16-07-1989    | 2007-2013 Tottenham Hotspur |                          |
| 14            | Xabi Alonso        | Spanje        | 25-11-1981    | 2004-2009 Liverpool FC      |                          |
| 16            | Casemiro           | Brazilië      | 23-02-1992    | 2010-2013 São Paulo         |                          |
| 19            | Luka Modrić        | Kroatië       | 09-09-1985    | 2008-2012 Tottenham Hotspur |                          |
| 23            | Isco               | Spanje        | 21-04-1992    | 2011-2013 Málaga CF         |                          |
| 24            | Asier Illarramendi | Spanje        | 08-03-1990    | 2010-2013 Real Sociedad     |                          |
| Aanvallers    |                    |               |               |                             |                          |
| 7             | Cristiano Ronaldo  | Portugal      | 05-02-1985    | 2003-2009 Manchester United |                          |
| 9             | Karim Benzema      | Frankrijk     | 19-12-1987    | 2004-2009 Olympique Lyon    |                          |
| 20            | Jesé               | Spanje        | 26-02-1993    |                             | cantera Real Madrid      |
| 21            | Álvaro Morata      | Spanje        | 23-10-1992    |                             | cantera Real Madrid      |
| 22            | Ángel di María     | Argentinië    | 14-02-1988    | 2007-2010 Benfica           |                          |
| 39            | Willian José       | Brazilië      | 23-11-1991    | 2013 Santos FC              |                          |

- = Aanvoerder

### Technische staf
|                 |                        |               |
| Functie         | Naam                   | Nationaliteit |
| Coach           | Carlo Ancelotti (foto) | Italië        |
| Assistent-coach | Zinédine Zidane        | Frankrijk     |
| Assistent-coach | Paul Clement           | Engeland      |
| Keeperstrainer  | Villiam Vecchi         | Italië        |

## Resultaten
| Primera División | Copa del Rey | Champions League |
| ---------------- | ------------ | ---------------- |
|                  |              |                  |
| Derde            | Winnaar      | Winnaar          |

## Uitrustingen
Shirtsponsor(s): Fly Emirates

Sportmerk: adidas
| Thuis | Uit | Alternatief | Doelman | Doelman |  |

## Transfers

### Zomer

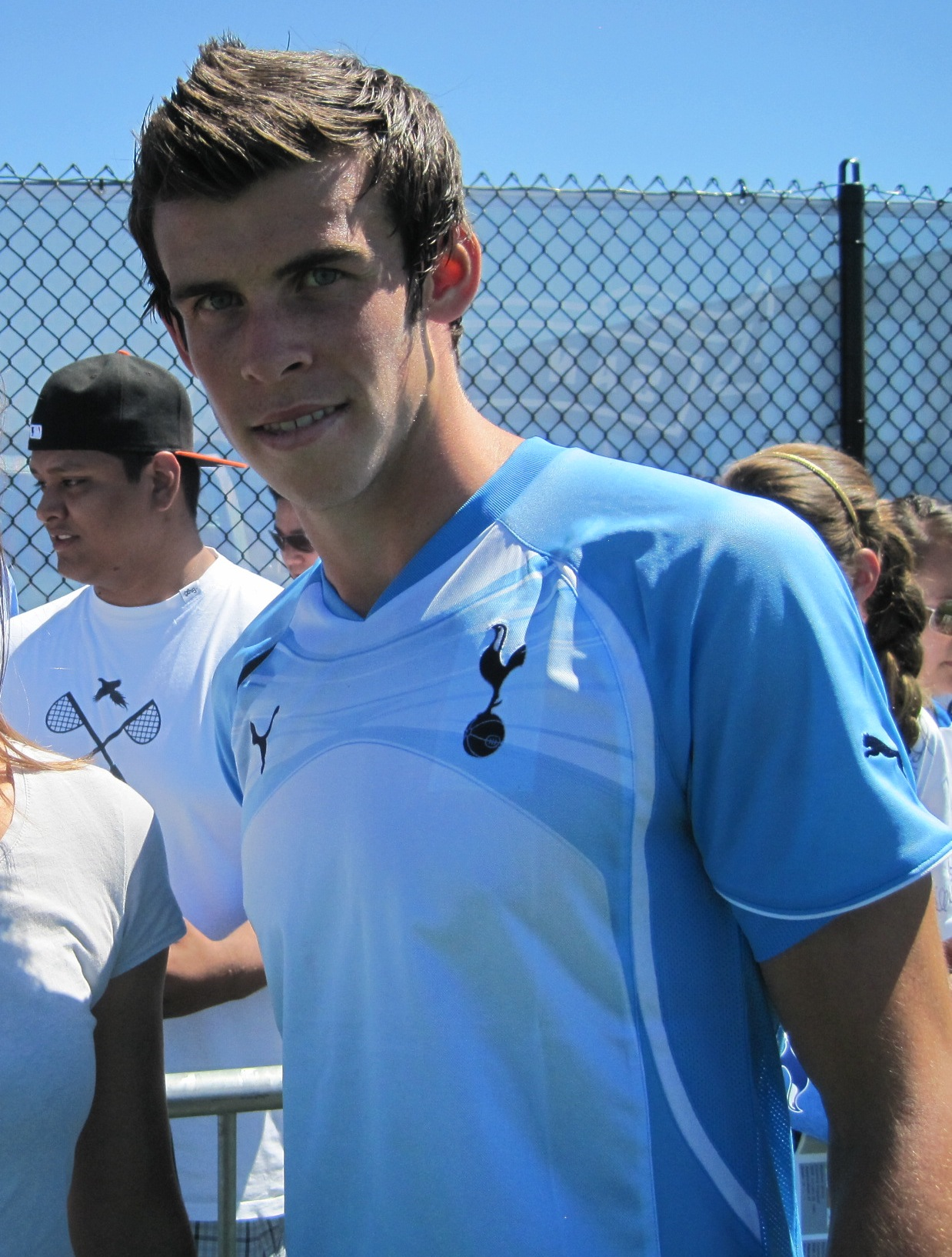
De Welshman Gareth Bale werd op de laatste dag van de transferperiode voor een recordbedrag getransfereerd.

| Naam               | Nationaliteit    | Van/naar          | Prijs         |
| ------------------ | ---------------- | ----------------- | ------------- |
| Inkomend           |                  |                   |               |
| Gareth Bale        | Wales            | Tottenham Hotspur | € 91.000.000  |
| Daniel Carvajal    | Spanje           | Bayer Leverkusen  | € 6.500.000   |
| Casemiro           | Brazilië         | São Paulo         | € 6.000.000   |
| Isco               | Spanje           | Málaga CF         | € 27.000.000  |
| Asier Illarramendi | Spanje           | Real Sociedad     | € 32.200.000  |
| Jesé Rodríguez     | Spanje           | Real Madrid       | Eigen jeugd   |
| Denis Tsjerysjev   | Rusland          | Real Madrid       | Eigen jeugd   |
| TOTAAL UITGAVEN:   | TOTAAL UITGAVEN: | TOTAAL UITGAVEN:  | € 172.700.000 |
| Uitgaand           |                  |                   |               |
| Ricardo Carvalho   | Portugal         | AS Monaco         | Transfervrij  |
| Kaká               | Brazilië         | AC Milan          | Transfervrij  |
| Juanfran           | Spanje           | Real Betis        | Transfervrij  |
| Antonio Adán       | Spanje           | Cagliari          | Transfervrij  |
| Denis Tsjerysjev   | Rusland          | Sevilla FC        | Verhuurd      |
| Fabinho            | Brazilië         | AS Monaco         | Verhuurd      |
| Michael Essien     | Ghana            | Chelsea           | Einde huur    |
| Pedro León         | Spanje           | Getafe            | € 6.000.000   |
| José Callejón      | Spanje           | Napoli            | € 10.000.000  |
| Raúl Albiol        | Spanje           | Napoli            | € 12.000.000  |
| Gonzalo Higuaín    | Argentinië       | Napoli            | € 40.000.000  |
| Mesut Özil         | Duitsland        | Arsenal           | € 50.000.000  |
| TOTAAL INKOMEN:    | TOTAAL INKOMEN:  | TOTAAL INKOMEN:   | € 118.000.000 |

### Winter
| Naam             | Nationaliteit    | Van/naar            | Prijs   |
| ---------------- | ---------------- | ------------------- | ------- |
| Inkomend         |                  |                     |         |
| Willian José     | Brazilië         | Deportivo Maldonado | Gehuurd |
| TOTAAL UITGAVEN: | TOTAAL UITGAVEN: | TOTAAL UITGAVEN:    | € 0     |
| Uitgaand         |                  |                     |         |
| TOTAAL INKOMEN:  | TOTAAL INKOMEN:  | TOTAAL INKOMEN:     | € 0     |

## Primera División

### Wedstrijden
| Wedstrijddetails                                                   | Thuisploeg                                                                    | Uitslag                                 | Uitploeg                                                   | Opstelling | Kaarten                                                           |
| ------------------------------------------------------------------ | ----------------------------------------------------------------------------- | --------------------------------------- | ---------------------------------------------------------- | --- | ----------------------------------------------------------------- |
| Heenronde                                                          |                                                                               |                                         |                                                            | |                                                                   |
| 18 augustus 2013 21:00 Estadio Santiago Bernabéu Madrid            | Real Madrid                                                                   | 2-1                                     | Real Betis                                                 | López Carvajal, Pepe, Ramos, Marcelo Modrić, Khedira (55' Casimiro), Isco Özil (69' Di María), Benzema (81' Morata), Ronaldo          | 50' Modrić                                                        |
| 18 augustus 2013 21:00 Estadio Santiago Bernabéu Madrid            | 26' Benzema 86' Isco                                                          | 0-1 1-1 2-1                             | 14' Molina                                                 | López Carvajal, Pepe, Ramos, Marcelo Modrić, Khedira (55' Casimiro), Isco Özil (69' Di María), Benzema (81' Morata), Ronaldo          | 50' Modrić                                                        |
| 26 augustus 2013 21:00 Nuevo Los Cármenes Granada                  | Granada CF                                                                    | 0-1                                     | Real Madrid                                                | López Arbeloa, Pepe, Ramos, Marcelo (61' Nacho) Modrić, Isco, Özil (65' Casemiro) Di María (89' Carvajal), Benzema, Ronaldo           | 36' Pepe 38' Marcelo                                              |
| 26 augustus 2013 21:00 Nuevo Los Cármenes Granada                  |                                                                               | 0-1                                     | 10' Benzema                                                | López Arbeloa, Pepe, Ramos, Marcelo (61' Nacho) Modrić, Isco, Özil (65' Casemiro) Di María (89' Carvajal), Benzema, Ronaldo           | 36' Pepe 38' Marcelo                                              |
| 1 september 2013 12:00 Estadio Santiago Bernabéu Madrid            | Real Madrid                                                                   | 3-1                                     | Athletic Bilbao                                            | López Arbeloa, Pepe, Ramos, Marcelo (86' Carvajal) Modrić, Khedira (70' Casemiro), Isco Di María, Benzema (73' Jesé), Ronaldo         | 29' Khedira                                                       |
| 1 september 2013 12:00 Estadio Santiago Bernabéu Madrid            | 26' Isco 45+1' Ronaldo 72' Isco                                               | 1-0 2-0 3-0 3-1                         | 79' Ibai                                                   | López Arbeloa, Pepe, Ramos, Marcelo (86' Carvajal) Modrić, Khedira (70' Casemiro), Isco Di María, Benzema (73' Jesé), Ronaldo         | 29' Khedira                                                       |
| 14 september 2013 22:00 Estadio El Madrigal Villarreal             | Villarreal CF                                                                 | 2-2                                     | Real Madrid                                                | López Carvajal, Pepe, Ramos, Nacho Modrić, Illarramendi (62' Khedira), Isco Bale (62' Di María), Benzema (73' Morata), Ronaldo        | 37' Nacho 57' Ramos 77' Morata                                    |
| 14 september 2013 22:00 Estadio El Madrigal Villarreal             | 21' Cani 70' Dos Santos                                                       | 1-0 1-1 1-2 2-2                         | 38' Bale 64' Ronaldo                                       | López Carvajal, Pepe, Ramos, Nacho Modrić, Illarramendi (62' Khedira), Isco Bale (62' Di María), Benzema (73' Morata), Ronaldo        | 37' Nacho 57' Ramos 77' Morata                                    |
| 22 september 2013 19:00 Estadio Santiago Bernabéu Madrid           | Real Madrid                                                                   | 4-1                                     | Getafe                                                     | López Carvajal, Pepe, Nacho, Arbeloa Khedira, Illarramendi (77' Modrić), Isco (83' Jesé) Di María, Benzema (80' Morata), Ronaldo      | 34' Carvajal                                                      |
| 22 september 2013 19:00 Estadio Santiago Bernabéu Madrid           | 19' Pepe 34' Ronaldo 59' Isco 90+3' Ronaldo                                   | 0-1 1-1 2-1 3-1 4-1                     | 5' Lafita                                                  | López Carvajal, Pepe, Nacho, Arbeloa Khedira, Illarramendi (77' Modrić), Isco (83' Jesé) Di María, Benzema (80' Morata), Ronaldo      | 34' Carvajal                                                      |
| 25 september 2013 22:00 Estadio Manuel Martínez Valero Elche       | Elche                                                                         | 1-2                                     | Real Madrid                                                | López Arbeloa, Pepe, Ramos, Coentrão Khedira, Modrić (81' Carvajal), Isco (70' Illarramendi) Di María (89' Morata), Benzema, Ronaldo  | 9' Ramos 76' Ronaldo                                              |
| 25 september 2013 22:00 Estadio Manuel Martínez Valero Elche       | 90+1' Boakye                                                                  | 0-1 1-1 1-2                             | 51' Ronaldo 90+6' Ronaldo                                  | López Arbeloa, Pepe, Ramos, Coentrão Khedira, Modrić (81' Carvajal), Isco (70' Illarramendi) Di María (89' Morata), Benzema, Ronaldo  | 9' Ramos 76' Ronaldo                                              |
| 28 september 2013 22:00 Estadio Santiago Bernabéu Madrid           | Real Madrid                                                                   | 0-1                                     | Atlético Madrid                                            | López Arbeloa, Pepe, Ramos, Coentrão Khedira, Illarramendi (46' Modrić), Isco (73' Morata) Di María (46' Bale), Benzema, Ronaldo      | 40' Coentrão 67' Ramos 77' Arbeloa 80' Pepe                       |
| 28 september 2013 22:00 Estadio Santiago Bernabéu Madrid           |                                                                               | 0-1                                     | 11' Diego Costa                                            | López Arbeloa, Pepe, Ramos, Coentrão Khedira, Illarramendi (46' Modrić), Isco (73' Morata) Di María (46' Bale), Benzema, Ronaldo      | 40' Coentrão 67' Ramos 77' Arbeloa 80' Pepe                       |
| 5 oktober 2013 20:00 Estadi Ciutat de València Valencia            | Levante                                                                       | 2-3                                     | Real Madrid                                                | López Arbeloa, Varane, Ramos, Coentrão (59' Marcelo) Khedira, Modrić, Isco (69' Morata) Di María, Benzema (78' Jesé), Ronaldo         | 43' Khedira 50' Arbeloa 90+4' Ronaldo                             |
| 5 oktober 2013 20:00 Estadi Ciutat de València Valencia            | 57' Diawara 86' El Zhar                                                       | 1-0 1-1 2-1 2-2 2-3                     | 61' Ramos 90' Morata 90+4' Ronaldo                         | López Arbeloa, Varane, Ramos, Coentrão (59' Marcelo) Khedira, Modrić, Isco (69' Morata) Di María, Benzema (78' Jesé), Ronaldo         | 43' Khedira 50' Arbeloa 90+4' Ronaldo                             |
| 19 oktober 2013 16:00 Estadio Santiago Bernabéu Madrid             | Real Madrid                                                                   | 2-0                                     | Málaga CF                                                  | López Carvajal, Pepe, Ramos, Marcelo Khedira, Illarramendi, Isco (72' Modrić) Di María (81' Jesé), Morata (76' Bale), Ronaldo         | 90+3' Carvajal                                                    |
| 19 oktober 2013 16:00 Estadio Santiago Bernabéu Madrid             | 46' Di María 90+1' Ronaldo                                                    | 1-0 2-0                                 |                                                            | López Carvajal, Pepe, Ramos, Marcelo Khedira, Illarramendi, Isco (72' Modrić) Di María (81' Jesé), Morata (76' Bale), Ronaldo         | 90+3' Carvajal                                                    |
| 26 oktober 2013 18:00 Camp Nou Barcelona                           | FC Barcelona                                                                  | 2-1                                     | Real Madrid                                                | López Carvajal, Varane, Pepe, Marcelo Ramos (56' Illarramendi), Khedira, Modrić Di María (76' Jesé), Ronaldo, Bale (61' Benzema)      | 14' Ramos 45' Bale 59' Khedira 64' Marcelo 79' Ronaldo            |
| 26 oktober 2013 18:00 Camp Nou Barcelona                           | 19' Neymar 78' Sánchez                                                        | 1-0 2-0 2-1                             | 90+1' Jesé                                                 | López Carvajal, Varane, Pepe, Marcelo Ramos (56' Illarramendi), Khedira, Modrić Di María (76' Jesé), Ronaldo, Bale (61' Benzema)      | 14' Ramos 45' Bale 59' Khedira 64' Marcelo 79' Ronaldo            |
| 30 oktober 2013 22:00 Estadio Santiago Bernabéu Madrid             | Real Madrid                                                                   | 7-3                                     | Sevilla FC                                                 | López Arbeloa, Varane, Ramos, Marcelo Khedira (82' Di María), Illarramendi (64' Alonso), Isco (71' Modrić) Bale, Benzema, Ronaldo     | 37' Ramos 65' Arbeloa 66' Khedira                                 |
| 30 oktober 2013 22:00 Estadio Santiago Bernabéu Madrid             | 14' Bale 27' Bale 32' Ronaldo 53' Benzema 60' Ronaldo 71' Ronaldo 80' Benzema | 1-0 2-0 3-0 3-1 3-2 4-2 5-2 5-3 6-3 7-3 | 38' Rakitić 40' Bacca 63' Rakitić                          | López Arbeloa, Varane, Ramos, Marcelo Khedira (82' Di María), Illarramendi (64' Alonso), Isco (71' Modrić) Bale, Benzema, Ronaldo     | 37' Ramos 65' Arbeloa 66' Khedira                                 |
| 2 november 2013 20:00 Campo de Fútbol de Vallecas Madrid           | Rayo Vallecano                                                                | 2-3                                     | Real Madrid                                                | López Carvajal (59' Arbeloa), Pepe, Ramos, Coentrão (45' Marcelo) Alonso (46' Illarramendi), Modrić, Di María Bale, Benzema, Ronaldo  | 6' Carvajal 11' Alonso 62' Di Maria 71' Marcelo 93' Modrić        |
| 2 november 2013 20:00 Campo de Fútbol de Vallecas Madrid           | 53' Viera 55' Viera                                                           | 0-1 0-2 0-3 1-3 2-3                     | 3' Ronaldo 31' Benzema 48' Ronaldo                         | López Carvajal (59' Arbeloa), Pepe, Ramos, Coentrão (45' Marcelo) Alonso (46' Illarramendi), Modrić, Di María Bale, Benzema, Ronaldo  | 6' Carvajal 11' Alonso 62' Di Maria 71' Marcelo 93' Modrić        |
| 9 november 2013 16:00 Estadio Santiago Bernabéu Madrid             | Real Madrid                                                                   | 5-1                                     | Real Sociedad                                              | López Carvajal, Varane, Pepe, Arbeloa Alonso (70' Illarramendi), Khedira (77' Isco), Modrić Bale, Benzema (83' Morata), Ronaldo       | 29' Pepe 53' Arbeloa                                              |
| 9 november 2013 16:00 Estadio Santiago Bernabéu Madrid             | 12' Ronaldo 18' Benzema 26' Ronaldo 36' Khedira 76' Ronaldo                   | 1-0 2-0 3-0 4-0 4-1 5-1                 | 61' Griezmann                                              | López Carvajal, Varane, Pepe, Arbeloa Alonso (70' Illarramendi), Khedira (77' Isco), Modrić Bale, Benzema (83' Morata), Ronaldo       | 29' Pepe 53' Arbeloa                                              |
| 23 november 2013 20:00 Estadio de los Juegos Mediterráneos Almería | UD Almería                                                                    | 0-5                                     | Real Madrid                                                | López Carvajal, Pepe, Ramos, Arbeloa Alonso, Illarramendi (73' Casemiro), Isco Bale, Benzema (62' Morata), Ronaldo (54' Jesé)         | 56' Arbeloa 68' Ramos                                             |
| 23 november 2013 20:00 Estadio de los Juegos Mediterráneos Almería |                                                                               | 0-1 0-2 0-3 0-4 0-5                     | 3' Ronaldo 61' Benzema 72' Bale 75' Isco 81' Morata        | López Carvajal, Pepe, Ramos, Arbeloa Alonso, Illarramendi (73' Casemiro), Isco Bale, Benzema (62' Morata), Ronaldo (54' Jesé)         | 56' Arbeloa 68' Ramos                                             |
| 30 november 2013 20:00 Estadio Santiago Bernabéu Madrid            | Real Madrid                                                                   | 4-0                                     | Real Valladolid                                            | López Carvajal, Pepe, Ramos, Marcelo Alonso, Modrić, Isco Bale, Benzema, Di María                                                     | 71' Pepe                                                          |
| 30 november 2013 20:00 Estadio Santiago Bernabéu Madrid            | 33' Bale 36' Benzema 64' Bale 89' Bale                                        | 1-0 2-0 3-0 4-0                         |                                                            | López Carvajal, Pepe, Ramos, Marcelo Alonso, Modrić, Isco Bale, Benzema, Di María                                                     | 71' Pepe                                                          |
| 14 december 2013 16:00 Estadio El Sadar Pamplona                   | Osasuna                                                                       | 2-2                                     | Real Madrid                                                | López Carvajal, Pepe, Ramos, Marcelo Alonso, Modrić (65' Nacho), Isco (84' Jesé) Bale (55' Di María), Benzema, Ronaldo                | 20' Pepe 31' Ramos 44' Ramos                                      |
| 14 december 2013 16:00 Estadio El Sadar Pamplona                   | 16' Riera 39' Riera                                                           | 1-0 2-0 2-1 2-2                         | 45' Isco 80' Pepe                                          | López Carvajal, Pepe, Ramos, Marcelo Alonso, Modrić (65' Nacho), Isco (84' Jesé) Bale (55' Di María), Benzema, Ronaldo                | 20' Pepe 31' Ramos 44' Ramos                                      |
| 22 december 2013 21:00 Estadio Mestalla Valencia                   | Valencia                                                                      | 2-3                                     | Real Madrid                                                | López Arbeloa (80' Carvajal), Ramos, Nacho, Marcelo Alonso, Modrić, Isco (73' Jesé) Di María (87' Illarramendi), Benzema, Ronaldo     | 41' Nacho 64' Arbeloa                                             |
| 22 december 2013 21:00 Estadio Mestalla Valencia                   | 34' Piatti 62' Mathieu                                                        | 0-1 1-1 1-2 2-2 2-3                     | 28' Di María 40' Ronaldo 82' Jesé                          | López Arbeloa (80' Carvajal), Ramos, Nacho, Marcelo Alonso, Modrić, Isco (73' Jesé) Di María (87' Illarramendi), Benzema, Ronaldo     | 41' Nacho 64' Arbeloa                                             |
| 6 januari 2014 19:00 Estadio Santiago Bernabéu Madrid              | Real Madrid                                                                   | 3-0                                     | Celta de Vigo                                              | López Carvajal, Pepe, Ramos, Marcelo Alonso (46' Illarramendi), Modrić, Isco (62' Jesé) Di María (64' Bale), Benzema, Ronaldo         |                                                                   |
| 6 januari 2014 19:00 Estadio Santiago Bernabéu Madrid              | 67' Benzema 82' Ronaldo 90+3' Ronaldo                                         | 1-0 2-0 3-0                             |                                                            | López Carvajal, Pepe, Ramos, Marcelo Alonso (46' Illarramendi), Modrić, Isco (62' Jesé) Di María (64' Bale), Benzema, Ronaldo         |                                                                   |
| 12 januari 2014 19:00 Estadi Cornellà-El Prat Barcelona            | Espanyol                                                                      | 0-1                                     | Real Madrid                                                | López Carvajal (90+1' Arbeloa), Pepe, Ramos, Marcelo Alonso, Modrić, Di María Bale (76' Jesé), Benzema (90' Illarramendi), Ronaldo    | 12' Modrić                                                        |
| 12 januari 2014 19:00 Estadi Cornellà-El Prat Barcelona            |                                                                               | 0-1                                     | 55' Pepe                                                   | López Carvajal (90+1' Arbeloa), Pepe, Ramos, Marcelo Alonso, Modrić, Di María Bale (76' Jesé), Benzema (90' Illarramendi), Ronaldo    | 12' Modrić                                                        |
| Terugronde                                                         |                                                                               |                                         |                                                            | |                                                                   |
| 18 januari 2014 16:00 Estadio Benito Villamarín Sevilla            | Real Betis                                                                    | 0-5                                     | Real Madrid                                                | López Carvajal, Pepe, Ramos (73' Nacho), Marcelo Alonso, Modrić, Di María (69' Illarramendi) Bale, Benzema (77' Morata), Ronaldo      | 19' Ramos                                                         |
| 18 januari 2014 16:00 Estadio Benito Villamarín Sevilla            |                                                                               | 0-1 0-2 0-3 0-4 0-5                     | 10' Ronaldo 25' Bale 45+1' Benzema 62' Di María 90' Morata | López Carvajal, Pepe, Ramos (73' Nacho), Marcelo Alonso, Modrić, Di María (69' Illarramendi) Bale, Benzema (77' Morata), Ronaldo      | 19' Ramos                                                         |
| 25 januari 2014 16:00 Estadio Santiago Bernabéu Madrid             | Real Madrid                                                                   | 2-0                                     | Granada CF                                                 | López Carvajal, Pepe, Ramos, Marcelo Alonso, Modrić, Di María (83' Illarramendi) Bale (46' Jesé), Benzema (78' Isco), Ronaldo         | 17' Ramos 54' Benzema 60' Modrić 65' Di María                     |
| 25 januari 2014 16:00 Estadio Santiago Bernabéu Madrid             | 56' Ronaldo 74' Benzema                                                       | 1-0 2-0                                 |                                                            | López Carvajal, Pepe, Ramos, Marcelo Alonso, Modrić, Di María (83' Illarramendi) Bale (46' Jesé), Benzema (78' Isco), Ronaldo         | 17' Ramos 54' Benzema 60' Modrić 65' Di María                     |
| 2 februari 2014 21:00 San Mamés Bilbao                             | Athletic Bilbao                                                               | 1-1                                     | Real Madrid                                                | López Carvajal (90' Varane), Pepe, Ramos, Marcelo Alonso, Modrić, Di María Jesé (83' Illarramendi), Benzema (87' Morata), Ronaldo     | 30' Alonso 75' Ronaldo                                            |
| 2 februari 2014 21:00 San Mamés Bilbao                             | 73' Ibai                                                                      | 0-1 1-1                                 | 65' Jesé                                                   | López Carvajal (90' Varane), Pepe, Ramos, Marcelo Alonso, Modrić, Di María Jesé (83' Illarramendi), Benzema (87' Morata), Ronaldo     | 30' Alonso 75' Ronaldo                                            |
| 8 februari 2014 20:00 Estadio Santiago Bernabéu Madrid             | Real Madrid                                                                   | 4-2                                     | Villarreal                                                 | López Carvajal, Pepe, Ramos, Marcelo (18' Coentrão)(46' Arbeloa) Illarramendi, Modrić, Bale Jesé, Benzema, Di María (68' Alonso)      |                                                                   |
| 8 februari 2014 20:00 Estadio Santiago Bernabéu Madrid             | 7' Bale 25' Benzema 64' Jesé 76' Benzema                                      | 1-0 2-0 2-1 3-1 3-2 4-2                 | 43' Mario 69' Dos Santos                                   | López Carvajal, Pepe, Ramos, Marcelo (18' Coentrão)(46' Arbeloa) Illarramendi, Modrić, Bale Jesé, Benzema, Di María (68' Alonso)      |                                                                   |
| 16 februari 2014 17:00 Coliseum Alfonso Pérez Madrid               | Getafe                                                                        | 0-3                                     | Real Madrid                                                | López Arbeloa, Pepe, Ramos, Marcelo Alonso, Modrić (80' Illarramendi), Di María (83' Casemiro) Bale, Benzema (74' Isco), Jesé         | 26' Bale 51' Benzema 75' Modrić 77' Di María                      |
| 16 februari 2014 17:00 Coliseum Alfonso Pérez Madrid               |                                                                               | 0-1 0-2 0-3                             | 5' Jesé 27' Benzema 66' Modrić                             | López Arbeloa, Pepe, Ramos, Marcelo Alonso, Modrić (80' Illarramendi), Di María (83' Casemiro) Bale, Benzema (74' Isco), Jesé         | 26' Bale 51' Benzema 75' Modrić 77' Di María                      |
| 22 februari 2014 16:00 Estadio Santiago Bernabéu Madrid            | Real Madrid                                                                   | 3-0                                     | Elche                                                      | López Carvajal, Varane, Pepe, Arbeloa Alonso (83' Casemiro), Illarramendi, Jesé (74' Isco) Bale, Benzema (81' Morata), Di María       | 51' Pepe                                                          |
| 22 februari 2014 16:00 Estadio Santiago Bernabéu Madrid            | 34' Illarramendi 72' Bale 81' Isco                                            | 1-0 2-0 3-0                             |                                                            | López Carvajal, Varane, Pepe, Arbeloa Alonso (83' Casemiro), Illarramendi, Jesé (74' Isco) Bale, Benzema (81' Morata), Di María       | 51' Pepe                                                          |
| 2 maart 2014 17:00 Estadio Vicente Calderón Madrid                 | Atlético Madrid                                                               | 2-2                                     | Real Madrid                                                | López Arbeloa (71' Carvajal), Pepe, Ramos, Coentrão (59' Marcelo) Alonso, Modrić, Di María (72' Isco) Bale, Benzema, Ronaldo          | 39' Pepe 67' Arbeloa                                              |
| 2 maart 2014 17:00 Estadio Vicente Calderón Madrid                 | 28' Koke 45+1' Gabi                                                           | 0-1 1-1 2-1 2-2                         | 3' Benzema 82' Ronaldo                                     | López Arbeloa (71' Carvajal), Pepe, Ramos, Coentrão (59' Marcelo) Alonso, Modrić, Di María (72' Isco) Bale, Benzema, Ronaldo          | 39' Pepe 67' Arbeloa                                              |
| 9 maart 2014 19:00 Estadio Santiago Bernabéu Madrid                | Real Madrid                                                                   | 3-0                                     | Levante                                                    | López Carvajal, Varane (69' Nacho), Ramos, Marcelo Alonso, Modrić (74' Isco), Di María Bale, Benzema (82' Jesé), Ronaldo              | 54' Ramos 58' Di María                                            |
| 9 maart 2014 19:00 Estadio Santiago Bernabéu Madrid                | 11' Ronaldo 49' Marcelo 81' Karabelas (own)                                   | 1-0 2-0 3-0                             |                                                            | López Carvajal, Varane (69' Nacho), Ramos, Marcelo Alonso, Modrić (74' Isco), Di María Bale, Benzema (82' Jesé), Ronaldo              | 54' Ramos 58' Di María                                            |
| 15 maart 2014 20:00 Estadio La Rosaleda Málaga                     | Málaga CF                                                                     | 0-1                                     | Real Madrid                                                | López Carvajal, Varane, Pepe, Marcelo Alonso, Modrić (90' Illarramendi), Isco (63' Jesé) Bale, Benzema (32' Di María), Ronaldo        |                                                                   |
| 15 maart 2014 20:00 Estadio La Rosaleda Málaga                     |                                                                               | 0-1                                     | 23' Ronaldo                                                | López Carvajal, Varane, Pepe, Marcelo Alonso, Modrić (90' Illarramendi), Isco (63' Jesé) Bale, Benzema (32' Di María), Ronaldo        |                                                                   |
| 23 maart 2014 21:00 Estadio Santiago Bernabéu Madrid               | Real Madrid                                                                   | 3-4                                     | FC Barcelona                                               | López Carvajal, Pepe, Ramos, Marcelo Alonso, Modrić (90' Morata), Di María (85' Isco) Bale, Benzema (66' Varane), Ronaldo             | 35' Di María 43' Pepe 63' Ramos 85' Alonso 86' Ronaldo 88' Modrić |
| 23 maart 2014 21:00 Estadio Santiago Bernabéu Madrid               | 20' Benzema 24' Benzema 55' Ronaldo                                           | 0-1 1-1 2-1 2-2 3-2 3-3 3-4             | 7' Iniesta 42' Messi 65' Messi 84' Messi                   | López Carvajal, Pepe, Ramos, Marcelo Alonso, Modrić (90' Morata), Di María (85' Isco) Bale, Benzema (66' Varane), Ronaldo             | 35' Di María 43' Pepe 63' Ramos 85' Alonso 86' Ronaldo 88' Modrić |
| 26 maart 2014 22:00 Estadio Ramón Sánchez Pizjuán Sevilla          | Sevilla FC                                                                    | 2-1                                     | Real Madrid                                                | López Carvajal, Varane, Pepe, Marcelo Alonso, Modrić (90' Morata), Illarramendi (67' Isco) Bale, Benzema, Ronaldo                     | 23' Bale 79' Varane 86' Alonso                                    |
| 26 maart 2014 22:00 Estadio Ramón Sánchez Pizjuán Sevilla          | 19' Bacca 72' Bacca                                                           | 0-1 1-1 2-1                             | 14' Ronaldo                                                | López Carvajal, Varane, Pepe, Marcelo Alonso, Modrić (90' Morata), Illarramendi (67' Isco) Bale, Benzema, Ronaldo                     | 23' Bale 79' Varane 86' Alonso                                    |
| 29 maart 2014 22:00 Estadio Santiago Bernabéu Madrid               | Real Madrid                                                                   | 5-0                                     | Rayo Vallecano                                             | López Carvajal, Pepe, Ramos, Coentrão Illarramendi (62' Isco), Alonso, Di María (70' Casemiro) Bale, Benzema (73' Morata), Ronaldo    | 63' Carvajal                                                      |
| 29 maart 2014 22:00 Estadio Santiago Bernabéu Madrid               | 15' Ronaldo 55' Carvajal 68' Bale 70' Bale 78' Morata                         | 1-0 2-0 3-0 4-0 5-0                     |                                                            | López Carvajal, Pepe, Ramos, Coentrão Illarramendi (62' Isco), Alonso, Di María (70' Casemiro) Bale, Benzema (73' Morata), Ronaldo    | 63' Carvajal                                                      |
| 5 april 2014 22:00 Estadio Anoeta San Sebastián                    | Real Sociedad                                                                 | 0-4                                     | Real Madrid                                                | López Carvajal, Pepe, Ramos, Nacho Alonso (87' Casemiro), Modrić, Illarramendi Bale (86' Morata), Benzema, Isco (81' Di María)        | 40' Alonso 50' Illarramendi 90+1' Carvajal                        |
| 5 april 2014 22:00 Estadio Anoeta San Sebastián                    |                                                                               | 0-1 0-2 0-3 0-4                         | 45' Illarramendi 66' Bale 85' Pepe 88' Morata              | López Carvajal, Pepe, Ramos, Nacho Alonso (87' Casemiro), Modrić, Illarramendi Bale (86' Morata), Benzema, Isco (81' Di María)        | 40' Alonso 50' Illarramendi 90+1' Carvajal                        |
| 12 april 2014 22:00 Estadio Santiago Bernabéu Madrid               | Real Madrid                                                                   | 4-0                                     | UD Almería                                                 | López Varane, Pepe, Nacho, Coentrão (73' Llorente) Modrić, Illarramendi, Di María (64' Casemiro) Isco, Benzema, Bale (70' Morata)     |                                                                   |
| 12 april 2014 22:00 Estadio Santiago Bernabéu Madrid               | 28' Di María 53' Bale 56' Isco 85' Morata                                     | 1-0 2-0 3-0 4-0                         |                                                            | López Varane, Pepe, Nacho, Coentrão (73' Llorente) Modrić, Illarramendi, Di María (64' Casemiro) Isco, Benzema, Bale (70' Morata)     |                                                                   |
| 26 april 2014 20:00 Estadio Santiago Bernabéu Madrid               | Real Madrid                                                                   | 4-0                                     | Osasuna                                                    | López Marcelo, Varane, Ramos, Nacho Modrić (67' Alonso), Illarramendi, Di María (74' Carvajal) Isco, Morata, Ronaldo (62' Casemiro)   |                                                                   |
| 26 april 2014 20:00 Estadio Santiago Bernabéu Madrid               | 6' Ronaldo 52' Ronaldo 60' Ramos 83' Carvajal                                 | 1-0 2-0 3-0 4-0                         |                                                            | López Marcelo, Varane, Ramos, Nacho Modrić (67' Alonso), Illarramendi, Di María (74' Carvajal) Isco, Morata, Ronaldo (62' Casemiro)   |                                                                   |
| 4 mei 2014 21:00 Estadio Santiago Bernabéu Madrid                  | Real Madrid                                                                   | 2-2                                     | Valencia                                                   | López Carvajal, Varane, Ramos, Marcelo Illarramendi (46' Di María), Alonso, Isco (72' Casemiro) Bale, Benzema (84' Morata), Ronaldo   | 51' Di María                                                      |
| 4 mei 2014 21:00 Estadio Santiago Bernabéu Madrid                  | 59' Ramos 90+2' Ronaldo                                                       | 0-1 1-1 1-2 2-2                         | 44' Mathieu 65' Parejo                                     | López Carvajal, Varane, Ramos, Marcelo Illarramendi (46' Di María), Alonso, Isco (72' Casemiro) Bale, Benzema (84' Morata), Ronaldo   | 51' Di María                                                      |
| 7 mei 2014 21:00 Estadio Nuevo José Zorrilla Valladolid            | Real Valladolid                                                               | 1-1                                     | Real Madrid                                                | Casillas Nacho, Pepe, Ramos, Coentrão Modrić, Alonso, Isco (73' Illarramendi) Di María, Benzema (77' Marcelo), Ronaldo (9' Morata)    | 27' Isco 61' Morata 76' Illarramendi 80' Pepe                     |
| 7 mei 2014 21:00 Estadio Nuevo José Zorrilla Valladolid            | 85' Osorio                                                                    | 0-1 1-1                                 | 35' Ramos                                                  | Casillas Nacho, Pepe, Ramos, Coentrão Modrić, Alonso, Isco (73' Illarramendi) Di María, Benzema (77' Marcelo), Ronaldo (9' Morata)    | 27' Isco 61' Morata 76' Illarramendi 80' Pepe                     |
| 11 mei 2014 19:00 Estadio Balaídos Vigo                            | Celta de Vigo                                                                 | 2-0                                     | Real Madrid                                                | López Arbeloa (56' Illarramendi), Ramos, Nacho, Marcelo Khedira (56' Coentrão), Alonso, Casemiro (69' José) Modrić, Morata, Isco      | 73' Illarramendi 77' Ramos                                        |
| 11 mei 2014 19:00 Estadio Balaídos Vigo                            | 43' Charles 63' Charles                                                       | 1-0 2-0                                 |                                                            | López Arbeloa (56' Illarramendi), Ramos, Nacho, Marcelo Khedira (56' Coentrão), Alonso, Casemiro (69' José) Modrić, Morata, Isco      | 73' Illarramendi 77' Ramos                                        |
| 18 mei 2014 21:00 Estadio Santiago Bernabéu Madrid                 | Real Madrid                                                                   | 3-1                                     | Espanyol                                                   | Casillas Carvajal (46' Arbeloa), Varane, Ramos, Marcelo Khedira (63' Modrić), Illarramendi, Di María Bale, Benzema (67' Morata), Isco |                                                                   |
| 18 mei 2014 21:00 Estadio Santiago Bernabéu Madrid                 | 64' Bale 86' Morata 90+1' Morata                                              | 1-0 2-0 2-1 3-1                         | 90' Pizzi                                                  | Casillas Carvajal (46' Arbeloa), Varane, Ramos, Marcelo Khedira (63' Modrić), Illarramendi, Di María Bale, Benzema (67' Morata), Isco |                                                                   |

### Overzicht
| Speeldag  | 1 | 2 | 3 | 4  | 5  | 6  | 7  | 8  | 9  | 10 | 11 | 12 | 13 | 14 | 15 | 16 | 17 | 18 | 19 | 20 | 21 | 22 | 23 | 24 | 25 | 26 | 27 | 28 | 29 | 30 | 31 | 32 | 33 | 34 | 35 | 36 | 37 | 38 |
| --------- | - | - | - | -- | -- | -- | -- | -- | -- | -- | -- | -- | -- | -- | -- | -- | -- | -- | -- | -- | -- | -- | -- | -- | -- | -- | -- | -- | -- | -- | -- | -- | -- | -- | -- | -- | -- | -- |
| Resultaat | w | w | w | g  | w  | w  | v  | w  | w  | v  | w  | w  | w  | w  | w  | g  | w  | w  | w  | w  | w  | g  | w  | w  | w  | g  | w  | w  | v  | v  | w  | w  | w  | w  | g  | g  | v  | w  |
| Punten    | 3 | 6 | 9 | 10 | 13 | 16 | 16 | 19 | 22 | 22 | 25 | 28 | 31 | 34 | 37 | 38 | 41 | 44 | 47 | 50 | 53 | 54 | 57 | 60 | 63 | 64 | 67 | 70 | 70 | 70 | 73 | 76 | 79 | 82 | 83 | 84 | 84 | 87 |
| Positie   | 8 | 5 | 4 | 4  | 3  | 3  | 3  | 3  | 3  | 3  | 3  | 3  | 3  | 3  | 3  | 3  | 3  | 3  | 3  | 3  | 3  | 3  | 2  | 2  | 1  | 1  | 1  | 1  | 1  | 3  | 3  | 2  | 3  | 3  | 3  | 3  | 3  | 3  |

## Copa del Rey

### Wedstrijden
| Wedstrijddetails                                        | Thuisploeg                                 | Uitslag     | Uitploeg                 | Opstelling | Kaarten                                  |
| ------------------------------------------------------- | ------------------------------------------ | ----------- | ------------------------ | --- | ---------------------------------------- |
| 1/16 finale                                             |                                            |             |                          | |                                          |
| 7 december 2013 22:00 La Murta Xàtiva                   | Olímpic de Xàtiva (III)                    | 0-0         | Real Madrid              | Casillas Carvajal, Ramos, Nacho, Arbeloa (46' Marcelo) Illarramendi, Casemiro, Isco (74' Modrić) Di María (58' Benzema), Jesé, Morata | 65' Casemiro 80' Modrić                  |
| 7 december 2013 22:00 La Murta Xàtiva                   |                                            |             |                          | Casillas Carvajal, Ramos, Nacho, Arbeloa (46' Marcelo) Illarramendi, Casemiro, Isco (74' Modrić) Di María (58' Benzema), Jesé, Morata | 65' Casemiro 80' Modrić                  |
| 18 december 2013 21:30 Estadio Santiago Bernabéu Madrid | Real Madrid                                | 2-0         | Olímpic de Xàtiva (III)  | Casillas Carvajal (77' Marcelo), Pepe, Nacho, Arbeloa Illarramendi (58' Alonso), Casemiro, Isco (70' Benzema) Di María, Jesé, Morata  | 49' Casemiro 67' Carvajal 82' Pepe       |
| 18 december 2013 21:30 Estadio Santiago Bernabéu Madrid | 16' Illarramendi 28' Di María              | 1-0 2-0     |                          | Casillas Carvajal (77' Marcelo), Pepe, Nacho, Arbeloa Illarramendi (58' Alonso), Casemiro, Isco (70' Benzema) Di María, Jesé, Morata  | 49' Casemiro 67' Carvajal 82' Pepe       |
| 1/8 finale                                              |                                            |             |                          | |                                          |
| 9 januari 2014 21:30 Estadio Santiago Bernabéu Madrid   | Real Madrid                                | 2-0         | Osasuna                  | Casillas Arbeloa, Pepe, Ramos, Marcelo Illarramendi (88' Casemiro), Modrić, Jesé (70' Isco) Bale, Benzema (81' Morata), Ronaldo       | 17' Jesé                                 |
| 9 januari 2014 21:30 Estadio Santiago Bernabéu Madrid   | 19' Benzema 60' Jesé                       | 1-0 2-0     |                          | Casillas Arbeloa, Pepe, Ramos, Marcelo Illarramendi (88' Casemiro), Modrić, Jesé (70' Isco) Bale, Benzema (81' Morata), Ronaldo       | 17' Jesé                                 |
| 15 januari 2014 21:30 Estadio El Sadar Pamplona         | Osasuna                                    | 0-2         | Real Madrid              | Casillas Arbeloa, Pepe, Ramos, Coentrão Alonso (64' Casemiro), Illarramendi, Isco Di María, Jesé (69' Morata), Ronaldo (62' Bale)     | 34' Arbeloa 44' Coentrão 85' Coentrão    |
| 15 januari 2014 21:30 Estadio El Sadar Pamplona         |                                            | 0-1 0-2     | 21' Ronaldo 56' Di María | Casillas Arbeloa, Pepe, Ramos, Coentrão Alonso (64' Casemiro), Illarramendi, Isco Di María, Jesé (69' Morata), Ronaldo (62' Bale)     | 34' Arbeloa 44' Coentrão 85' Coentrão    |
| Kwartfinale                                             |                                            |             |                          | |                                          |
| 21 januari 2014 21:00 Estadi Cornellà-El Prat Barcelona | Espanyol                                   | 0-1         | Real Madrid              | Casillas Arbeloa, Pepe, Ramos, Marcelo Illarramendi, Modrić, Di María (73' Alonso) Bale (90+1' Jesé), Benzema (77' Isco), Ronaldo     | 72' Ramos                                |
| 21 januari 2014 21:00 Estadi Cornellà-El Prat Barcelona |                                            | 0-1         | 25' Benzema              | Casillas Arbeloa, Pepe, Ramos, Marcelo Illarramendi, Modrić, Di María (73' Alonso) Bale (90+1' Jesé), Benzema (77' Isco), Ronaldo     | 72' Ramos                                |
| 28 januari 2014 21:00 Estadio Santiago Bernabéu Madrid  | Real Madrid                                | 1-0         | Espanyol                 | Casillas Arbeloa, Ramos, Nacho, Coentrão (73' Pepe) Alonso, Illarramendi, Isco (81' Morata) Di María (86' Casemiro), Benzema, Ronaldo |                                          |
| 28 januari 2014 21:00 Estadio Santiago Bernabéu Madrid  | 7' Jesé                                    | 1-0         |                          | Casillas Arbeloa, Ramos, Nacho, Coentrão (73' Pepe) Alonso, Illarramendi, Isco (81' Morata) Di María (86' Casemiro), Benzema, Ronaldo |                                          |
| Halve finale                                            |                                            |             |                          | |                                          |
| 5 februari 2014 20:00 Estadio Santiago Bernabéu Madrid  | Real Madrid                                | 3-0         | Atlético Madrid          | Casillas Arbeloa, Pepe, Ramos, Coentrão Alonso, Modrić, Di María (81' Illarramendi) Jesé (84' Isco), Benzema (73' Morata), Ronaldo    | 24' Pepe                                 |
| 5 februari 2014 20:00 Estadio Santiago Bernabéu Madrid  | 17' Insúa (own) 57' Jesé 73' Miranda (own) | 1-0 2-0 3-0 |                          | Casillas Arbeloa, Pepe, Ramos, Coentrão Alonso, Modrić, Di María (81' Illarramendi) Jesé (84' Isco), Benzema (73' Morata), Ronaldo    | 24' Pepe                                 |
| 11 februari 2014 21:00 Estadio Vicente Calderón Madrid  | Atlético Madrid                            | 0-2         | Real Madrid              | Casillas Carvajal, Varane, Ramos (46' Nacho), Arbeloa Alonso, Illarramendi, Modrić (67' Casemiro) Bale, Isco, Ronaldo (75' Jesé)      | 36' Illarramendi 43' Arbeloa 44' Ronaldo |
| 11 februari 2014 21:00 Estadio Vicente Calderón Madrid  |                                            | 0-1 0-2     | 7' Ronaldo 16' Ronaldo   | Casillas Carvajal, Varane, Ramos (46' Nacho), Arbeloa Alonso, Illarramendi, Modrić (67' Casemiro) Bale, Isco, Ronaldo (75' Jesé)      | 36' Illarramendi 43' Arbeloa 44' Ronaldo |
| Finale                                                  |                                            |             |                          | |                                          |
| 16 april 2014 21:30 Estadio Mestalla Valencia           | FC Barcelona                               | 1-2         | Real Madrid              | Casillas Carvajal, Pepe, Ramos, Coentrão Alonso, Modrić, Isco (89' Casemiro) Di María (86' Illarramendi), Benzema (90' Varane), Bale  | 3' Isco 17' Pepe                         |
| 16 april 2014 21:30 Estadio Mestalla Valencia           | 68' Bartra                                 | 0-1 1-1 1-2 | 11' Di María 85' Bale    | Casillas Carvajal, Pepe, Ramos, Coentrão Alonso, Modrić, Isco (89' Casemiro) Di María (86' Illarramendi), Benzema (90' Varane), Bale  | 3' Isco 17' Pepe                         |

## UEFA Champions League

### Wedstrijden
| Wedstrijddetails                                        | Thuisploeg                                          | Uitslag                     | Uitploeg                                                               | Opstelling | Kaarten                                                           |
| ------------------------------------------------------- | --------------------------------------------------- | --------------------------- | ---------------------------------------------------------------------- | --- | ----------------------------------------------------------------- |
| Groepsfase                                              |                                                     |                             |                                                                        | |                                                                   |
| 17 september 2013 20:45 Türk Telekom Arena Istanboel    | Galatasaray                                         | 1-6                         | Real Madrid                                                            | Casillas (15' López) Carvajal, Ramos, Pepe, Arbeloa Modrić (72' Illarramendi), Khedira, Isco (64' Bale) Di María, Benzema, Ronaldo     | 45' Pepe                                                          |
| 17 september 2013 20:45 Türk Telekom Arena Istanboel    | 84' Bulut                                           | 0-1 0-2 0-3 0-4 0-5 1-5 1-6 | 33' Isco 54' Benzema 63' Ronaldo 66' Ronaldo 81' Benzema 90+1' Ronaldo | Casillas (15' López) Carvajal, Ramos, Pepe, Arbeloa Modrić (72' Illarramendi), Khedira, Isco (64' Bale) Di María, Benzema, Ronaldo     | 45' Pepe                                                          |
| 2 oktober 2013 20:45 Estadio Santiago Bernabéu Madrid   | Real Madrid                                         | 4-0                         | FC Kopenhagen                                                          | Casillas Carvajal, Pepe, Varane, Marcelo Khedira (74' Morata), Illarramendi, Modrić (67' Isco) Di María, Benzema (81' Jesé), Ronaldo   | 44' Modrić                                                        |
| 2 oktober 2013 20:45 Estadio Santiago Bernabéu Madrid   | 21' Ronaldo 65' Ronaldo 71' Di María 90+1' Di María | 1-0 2-0 3-0 4-0             |                                                                        | Casillas Carvajal, Pepe, Varane, Marcelo Khedira (74' Morata), Illarramendi, Modrić (67' Isco) Di María, Benzema (81' Jesé), Ronaldo   | 44' Modrić                                                        |
| 23 oktober 2013 20:45 Estadio Santiago Bernabéu Madrid  | Real Madrid                                         | 2-1                         | Juventus                                                               | Casillas Arbeloa, Pepe, Ramos, Marcelo Khedira, Illarramendi (72' Isco), Modrić Di María (79' Morata), Benzema (67' Bale), Ronaldo     | 19' Illarramendi 79' Modrić 89' Ramos                             |
| 23 oktober 2013 20:45 Estadio Santiago Bernabéu Madrid  | 4' Ronaldo 28' Ronaldo                              | 1-0 1-1 2-1                 | 22' Llorente                                                           | Casillas Arbeloa, Pepe, Ramos, Marcelo Khedira, Illarramendi (72' Isco), Modrić Di María (79' Morata), Benzema (67' Bale), Ronaldo     | 19' Illarramendi 79' Modrić 89' Ramos                             |
| 5 november 2013 20:45 Juventus Stadium Turijn           | Juventus                                            | 2-2                         | Real Madrid                                                            | Casillas Ramos, Varane, Pepe, Marcelo Alonso (71' Illarramendi), Khedira, Modrić Bale (75' Di María), Benzema (81' Jesé), Ronaldo      | 35' Modrić 41' Varane                                             |
| 5 november 2013 20:45 Juventus Stadium Turijn           | 41' Vidal 65' Llorente                              | 1-0 1-1 1-2 2-2             | 52' Ronaldo 60' Bale                                                   | Casillas Ramos, Varane, Pepe, Marcelo Alonso (71' Illarramendi), Khedira, Modrić Bale (75' Di María), Benzema (81' Jesé), Ronaldo      | 35' Modrić 41' Varane                                             |
| 27 november 2013 20:45 Estadio Santiago Bernabéu Madrid | Real Madrid                                         | 4-1                         | Galatasaray                                                            | Casillas Arbeloa, Ramos, Pepe, Marcelo (74' Carvajal) Casemiro (59' Alonso), Illarramendi, Isco Bale, Jesé (28' Nacho), Di María       | 26' Ramos 55' Arbeloa                                             |
| 27 november 2013 20:45 Estadio Santiago Bernabéu Madrid | 37' Bale 51' Arbeloa 63' Di María 80' Isco          | 1-0 1-1 2-1 3-1 4-1         | 38' Bulut                                                              | Casillas Arbeloa, Ramos, Pepe, Marcelo (74' Carvajal) Casemiro (59' Alonso), Illarramendi, Isco Bale, Jesé (28' Nacho), Di María       | 26' Ramos 55' Arbeloa                                             |
| 10 december 2013 20:45 Parken Kopenhagen                | FC Kopenhagen                                       | 0-2                         | Real Madrid                                                            | Casillas Arbeloa, Nacho, Pepe, Marcelo Alonso (77' Illarramendi), Modrić (82' Casemiro), Isco (67' Di María) Bale, Benzema, Ronaldo    | 18' Marcelo 64' Alonso                                            |
| 10 december 2013 20:45 Parken Kopenhagen                |                                                     | 0-1 0-2                     | 25' Modrić 48' Ronaldo                                                 | Casillas Arbeloa, Nacho, Pepe, Marcelo Alonso (77' Illarramendi), Modrić (82' Casemiro), Isco (67' Di María) Bale, Benzema, Ronaldo    | 18' Marcelo 64' Alonso                                            |
| 1/8 finale                                              |                                                     |                             |                                                                        | |                                                                   |
| 26 februari 2014 20:45 Veltins-Arena Gelsenkirchen      | FC Schalke 04                                       | 1-6                         | Real Madrid                                                            | Casillas Carvajal, Pepe, Ramos, Marcelo Alonso (73' Illarramendi), Modrić, Di María (68' Isco) Bale (80' Jesé), Benzema, Ronaldo       | 29' Di María                                                      |
| 26 februari 2014 20:45 Veltins-Arena Gelsenkirchen      | 90+1' Huntelaar                                     | 0-1 0-2 0-3 0-4 0-5 0-6 1-6 | 13' Benzema 21' Bale 52' Ronaldo 57' Benzema 69' Bale 89' Ronaldo      | Casillas Carvajal, Pepe, Ramos, Marcelo Alonso (73' Illarramendi), Modrić, Di María (68' Isco) Bale (80' Jesé), Benzema, Ronaldo       | 29' Di María                                                      |
| 18 maart 2014 20:45 Estadio Santiago Bernabéu Madrid    | Real Madrid                                         | 3-1                         | FC Schalke 04                                                          | Casillas Nacho, Varane, Ramos (70' Carvajal), Coentrão Isco, Alonso (46' Casemiro), Illarramendi Jesé (8' Bale), Morata, Ronaldo       | 58' Illarramendi                                                  |
| 18 maart 2014 20:45 Estadio Santiago Bernabéu Madrid    | 21' Ronaldo 74' Ronaldo 75' Morata                  | 1-0 1-1 2-1 3-1             | 31' Hoogland                                                           | Casillas Nacho, Varane, Ramos (70' Carvajal), Coentrão Isco, Alonso (46' Casemiro), Illarramendi Jesé (8' Bale), Morata, Ronaldo       | 58' Illarramendi                                                  |
| Kwartfinale                                             |                                                     |                             |                                                                        | |                                                                   |
| 2 april 2014 20:45 Estadio Santiago Bernabéu Madrid     | Real Madrid                                         | 3-0                         | Borussia Dortmund                                                      | Casillas Carvajal, Pepe, Ramos, Coentrão Modrić, Alonso, Isco (72' Illarramendi) Bale, Benzema (75' Morata), Ronaldo (80' Casemiro)    |                                                                   |
| 2 april 2014 20:45 Estadio Santiago Bernabéu Madrid     | 3' Bale 27' Isco 57' Ronaldo                        | 1-0 2-0 3-0                 |                                                                        | Casillas Carvajal, Pepe, Ramos, Coentrão Modrić, Alonso, Isco (72' Illarramendi) Bale, Benzema (75' Morata), Ronaldo (80' Casemiro)    |                                                                   |
| 8 april 2014 20:45 Signal Iduna Park Dortmund           | Borussia Dortmund                                   | 2-0                         | Real Madrid                                                            | Casillas Carvajal, Pepe, Ramos, Coentrão Illarramendi (46' Isco), Alonso, Modrić Di María (73' Casemiro), Benzema (90+2' Varane), Bale | 27' Ramos 31' Alonso 68' Carvajal 83' Casemiro 90+2' Benzema      |
| 8 april 2014 20:45 Signal Iduna Park Dortmund           | 24' Reus 37' Reus                                   | 1-0 2-0                     |                                                                        | Casillas Carvajal, Pepe, Ramos, Coentrão Illarramendi (46' Isco), Alonso, Modrić Di María (73' Casemiro), Benzema (90+2' Varane), Bale | 27' Ramos 31' Alonso 68' Carvajal 83' Casemiro 90+2' Benzema      |
| Halve finale                                            |                                                     |                             |                                                                        | |                                                                   |
| 23 april 2014 20:45 Estadio Santiago Bernabéu Madrid    | Real Madrid                                         | 1-0                         | Bayern München                                                         | Casillas Carvajal, Pepe (73' Varane), Ramos, Coentrão Modrić, Alonso, Isco (81' Illarramendi) Di María, Benzema, Ronaldo (73' Bale)    | 57' Isco                                                          |
| 23 april 2014 20:45 Estadio Santiago Bernabéu Madrid    | 19' Benzema                                         | 1-0                         |                                                                        | Casillas Carvajal, Pepe (73' Varane), Ramos, Coentrão Modrić, Alonso, Isco (81' Illarramendi) Di María, Benzema, Ronaldo (73' Bale)    | 57' Isco                                                          |
| 29 april 2014 20:45 Allianz Arena München               | Bayern München                                      | 0-4                         | Real Madrid                                                            | Casillas Carvajal, Pepe, Ramos (75' Varane), Coentrão Modrić, Alonso, Di María (84' Casemiro) Bale, Benzema (80' Isco), Ronaldo        | 38' Alonso                                                        |
| 29 april 2014 20:45 Allianz Arena München               |                                                     | 0-1 0-2 0-3 0-4             | 16' Ramos 20' Ramos 34' Ronaldo 90' Ronaldo                            | Casillas Carvajal, Pepe, Ramos (75' Varane), Coentrão Modrić, Alonso, Di María (84' Casemiro) Bale, Benzema (80' Isco), Ronaldo        | 38' Alonso                                                        |
| Finale                                                  |                                                     |                             |                                                                        | |                                                                   |
| 24 mei 2014 20:45 Estádio da Luz Lissabon               | Real Madrid                                         | 4-1                         | Atletico Madrid                                                        | Casillas Carvajal, Varane, Ramos, Coentrão (59' Marcelo) Modrić, Khedira (59' Isco), Di María Bale, Benzema (79' Morata), Ronaldo      | 27' Ramos 45+1' Khedira 118' Marcelo 120+1' Ronaldo 120+3' Varane |
| 24 mei 2014 20:45 Estádio da Luz Lissabon               | 90+3' Ramos 110' Bale 118' Marcelo 120' Ronaldo     | 0-1 1-1 2-1 3-1 4-1         | 36' Godín                                                              | Casillas Carvajal, Varane, Ramos, Coentrão (59' Marcelo) Modrić, Khedira (59' Isco), Di María Bale, Benzema (79' Morata), Ronaldo      | 27' Ramos 45+1' Khedira 118' Marcelo 120+1' Ronaldo 120+3' Varane |

### Groepsfase Champions League
| Groep B | Groep B       | Groep B | Groep B | Groep B | Groep B | Groep B | Groep B | Groep B | Groep B |
|         |               | P       | W       | G       | V       | +       | -       | DS      | Ptn     |
| ------- | ------------- | ------- | ------- | ------- | ------- | ------- | ------- | ------- | ------- |
| 1.      | Real Madrid   | 6       | 5       | 1       | 0       | 20      | 5       | +15     | 16      |
| 2.      | Galatasaray   | 6       | 2       | 1       | 3       | 8       | 14      | −6      | 7       |
| 3.      | Juventus      | 6       | 1       | 3       | 2       | 8       | 8       | 0       | 6       |
| 4.      | FC Kopenhagen | 6       | 1       | 1       | 4       | 4       | 13      | −9      | 4       |

## Statistieken
De speler met de meeste wedstrijden is in het groen aangeduid, de speler met de meeste doelpunten in het geel.
| Nr. | Naam               | Primera División | Primera División | Copa del Rey | Copa del Rey | Champions League | Champions League | Totaal | Totaal |
| Nr. | Naam               | Wed              | Goals            | Wed          | Goals        | Wed              | Goals            | Wed    | Goals  |
| --- | ------------------ | ---------------- | ---------------- | ------------ | ------------ | ---------------- | ---------------- | ------ | ------ |
| 1.  | Iker Casillas      | 2                | 0                | 9            | 0            | 13               | 0                | 24     | 0      |
| 2.  | Raphaël Varane     | 14               | 0                | 2            | 0            | 7                | 0                | 23     | 0      |
| 3.  | Pepe               | 30               | 4                | 9            | 1            | 10               | 0                | 49     | 5      |
| 4.  | Sergio Ramos       | 32               | 4                | 7            | 0            | 11               | 3                | 50     | 7      |
| 5.  | Fábio Coentrão     | 10               | 0                | 4            | 0            | 6                | 0                | 20     | 0      |
| 6.  | Sami Khedira       | 13               | 1                | 0            | 0            | 5                | 0                | 18     | 1      |
| 7.  | Cristiano Ronaldo  | 30               | 31               | 6            | 3            | 11               | 17               | 47     | 51     |
| 9.  | Karim Benzema      | 35               | 17               | 6            | 2            | 11               | 5                | 52     | 24     |
| 10. | Mesut Özil         | 2                | 0                | 0            | 0            | 0                | 0                | 2      | 0      |
| 11. | Gareth Bale        | 27               | 15               | 5            | 1            | 12               | 6                | 44     | 22     |
| 12. | Marcelo            | 28               | 1                | 4            | 0            | 7                | 1                | 39     | 2      |
| 13. | Jesús Fernández    | 0                | 0                | 0            | 0            | 0                | 0                | 0      | 0      |
| 14. | Xabi Alonso        | 27               | 0                | 7            | 0            | 9                | 0                | 43     | 0      |
| 15. | Daniel Carvajal    | 31               | 2                | 4            | 0            | 10               | 0                | 45     | 2      |
| 16. | Casemiro           | 12               | 0                | 7            | 0            | 6                | 0                | 25     | 0      |
| 17. | Álvaro Arbeloa     | 18               | 0                | 8            | 4            | 1                | 0                | 30     | 1      |
| 18. | Nacho              | 12               | 0                | 4            | 0            | 3                | 0                | 19     | 0      |
| 19. | Luka Modrić        | 34               | 1                | 6            | 0            | 11               | 1                | 51     | 2      |
| 20. | Jesé               | 18               | 5                | 8            | 3            | 5                | 0                | 31     | 8      |
| 21. | Álvaro Morata      | 23               | 8                | 6            | 0            | 5                | 1                | 34     | 9      |
| 22. | Ángel Di María     | 34               | 4                | 7            | 4            | 11               | 3                | 52     | 11     |
| 23. | Isco               | 32               | 8                | 9            | 0            | 12               | 3                | 53     | 11     |
| 24. | Asier Illarramendi | 29               | 2                | 9            | 1            | 11               | 0                | 49     | 3      |
| 25. | Diego López        | 29               | 2                | 9            | 1            | 11               | 0                | 49     | 3      |
| 38. | Diego Llorente     | 1                | 0                | 0            | 0            | 0                | 0                | 1      | 0      |
| 39. | Willian José       | 1                | 0                | 0            | 0            | 0                | 0                | 1      | 0      |

## Individuele prijzen
| Prijs                             | Winnaar           |
| --------------------------------- | ----------------- |
| FIFA Ballon d'Or                  | Cristiano Ronaldo |
| Europees topschutter van het jaar | Cristiano Ronaldo |
| Trofeo Alfredo Di Stéfano         | Cristiano Ronaldo |
| Trofeo Pichichi                   | Cristiano Ronaldo |
| Topschutter UEFA Champions League | Cristiano Ronaldo |
| FIFPro World XI                   | Cristiano Ronaldo |

## Afbeeldingen

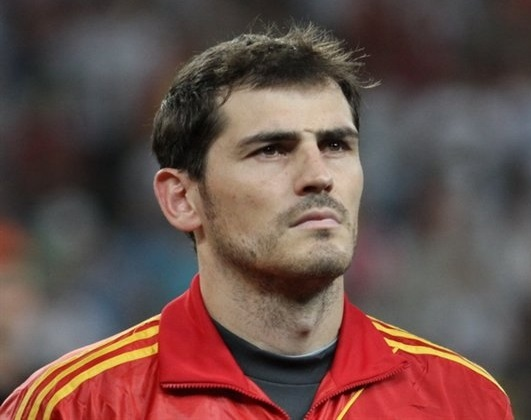
Iker Casillas (doelman)
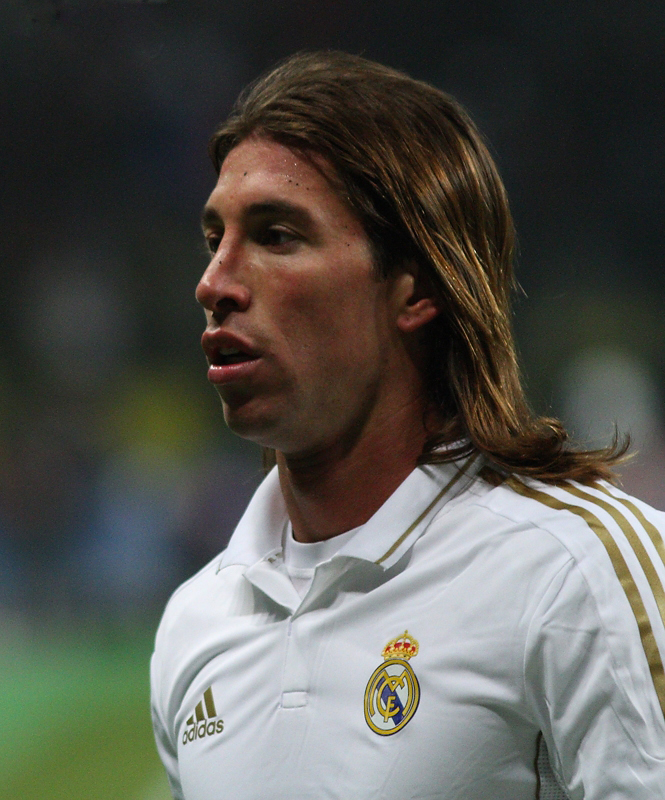
Sergio Ramos (verdediger)
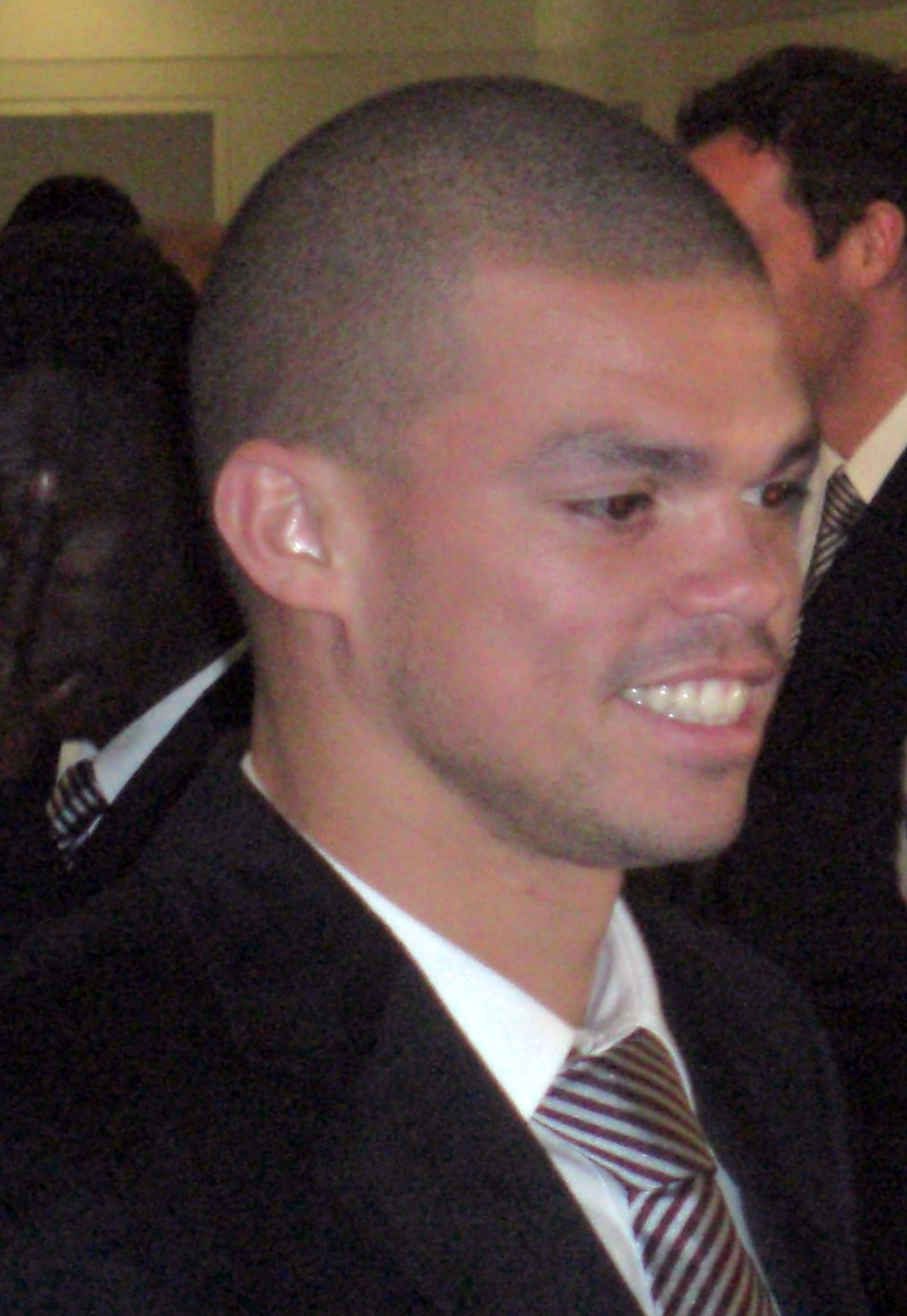
Pepe (verdediger)
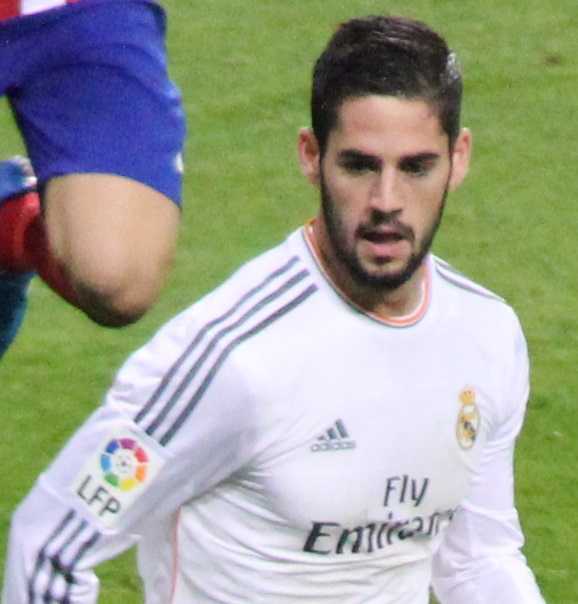
Isco (middenvelder)
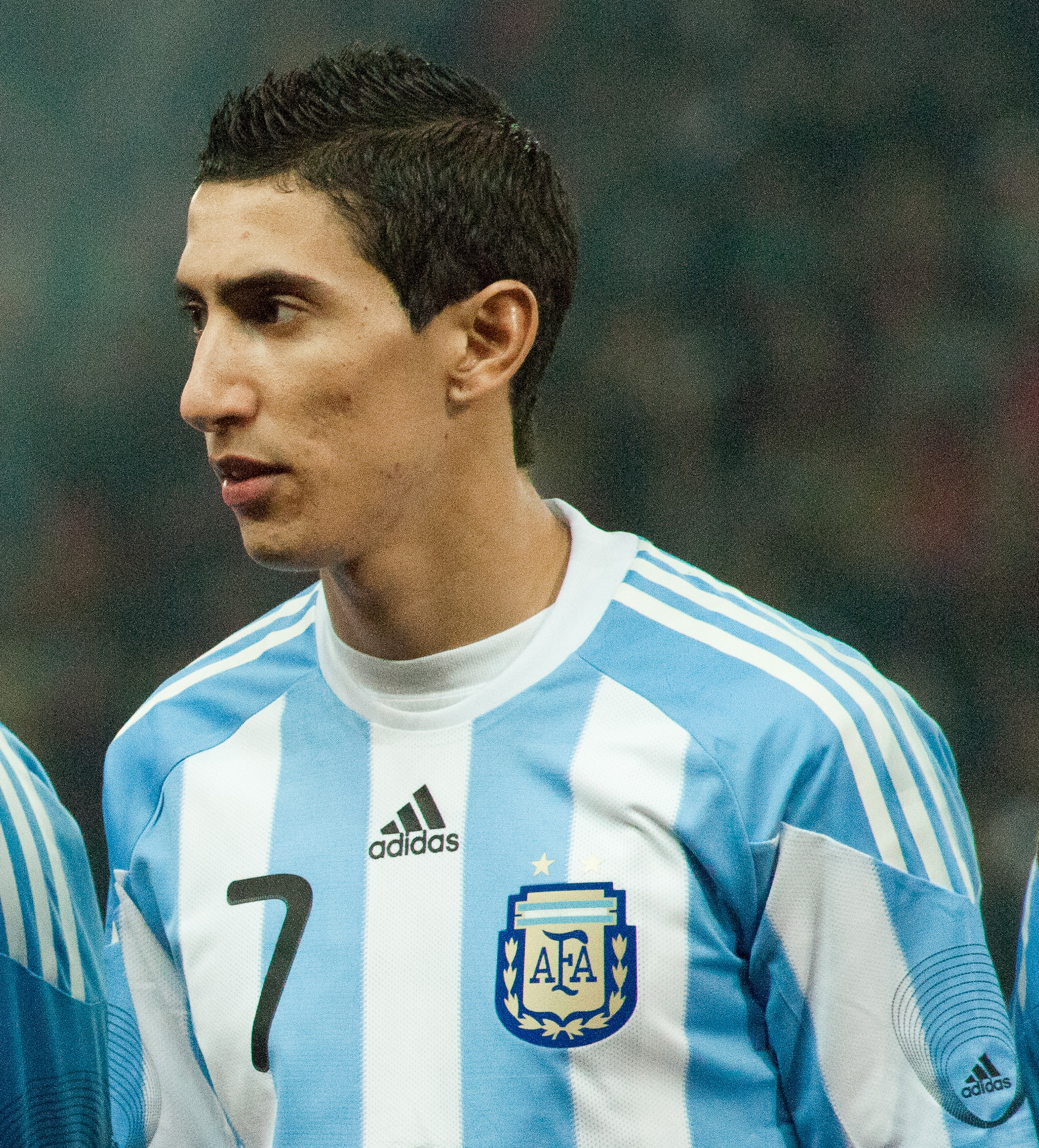
Ángel Di María (middenvelder)
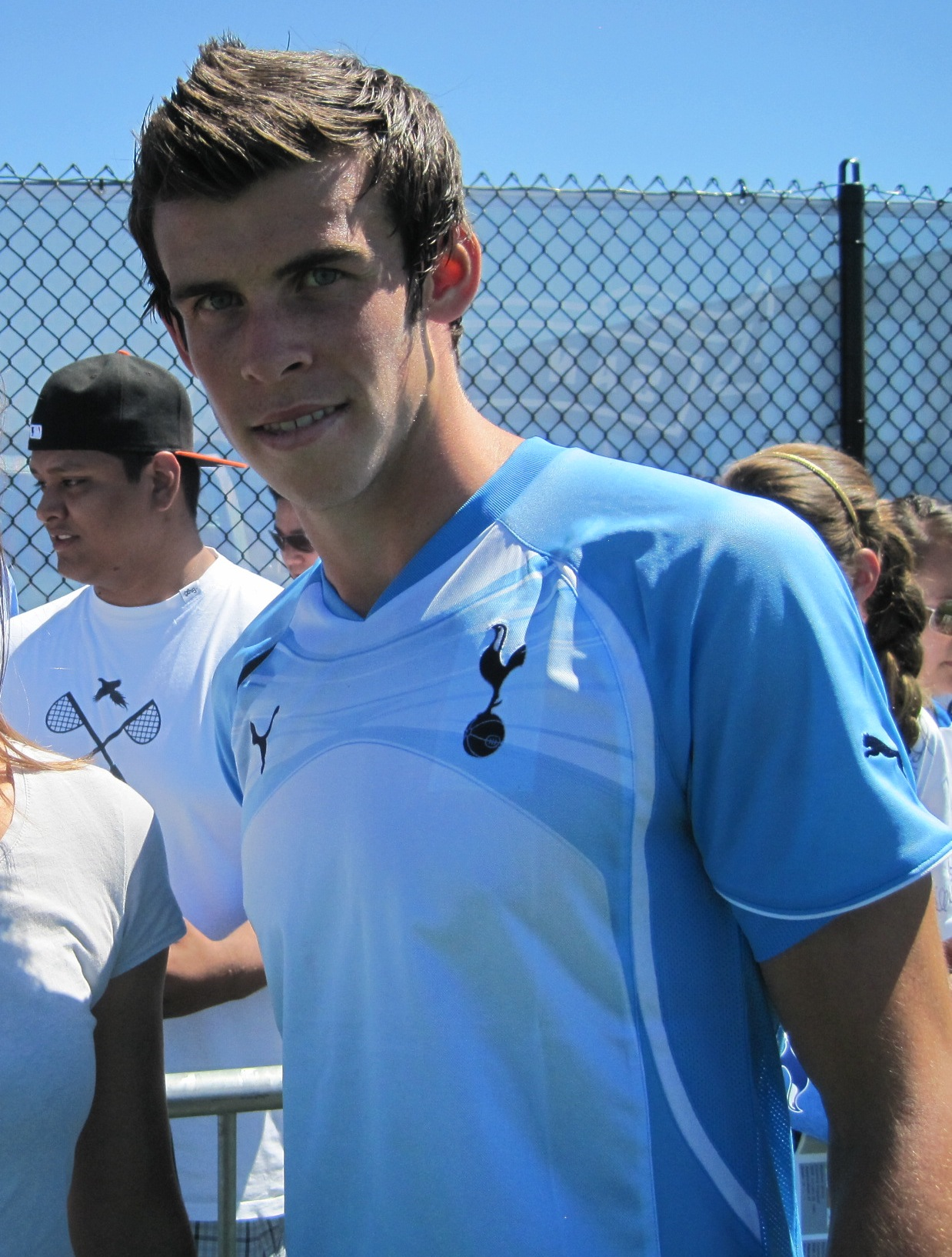
Gareth Bale (aanvaller)
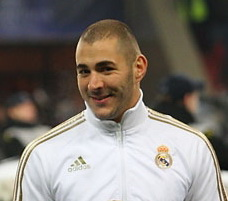
Karim Benzema (aanvaller)
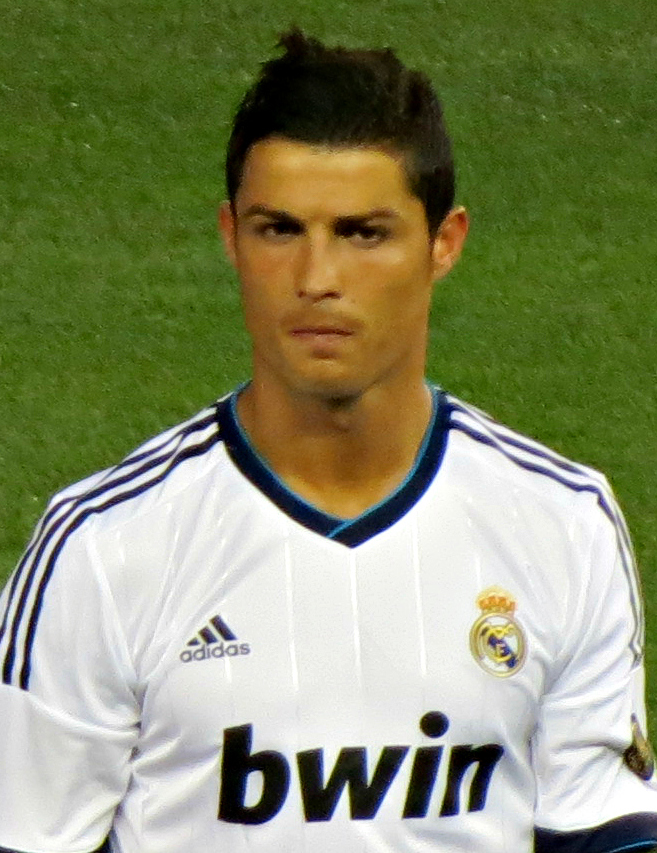
Cristiano Ronaldo (aanvaller)

1998/99 ·
1999/00 ·
... ·
2013/14 ·
2014/15 ·
2015/16 ·
2016/17 ·
2017/18 ·
2018/19 ·
2019/20 ·
2020/21 ·
2021/22 ·
2022/23 ·
2023/24 ·
2024/25